# Ma chérie ~Itoshī kimi he~
ma chérie ~Itoshī kimi he~ (ma cherie〜愛しい君へ〜?) è il secondo singolo della band visual kei giapponese MALICE MIZER. È stato pubblicato il 10 ottobre 1996 dalla label indie Midi:Nette.
Esiste una sola versione del singolo, pubblicato come un libro fotografico con allegato il CD.

## Tracce
Dopo il titolo è indicata fra parentesi "()" la grafia originale del titolo.
1. ma chérie ~Itoshī kimi he~ (ma cherie〜愛しい君へ〜?) (MALICE MIZER - Mana)
2. regret (regret?) (Gackt Camui)
3. ma chérie ~Itoshī kimi he~ (Instrumental) (ma cherie〜愛しい君へ〜（Instrumental）?) (Mana)

## Formazione
- Gackt - voce, pianoforte
- Mana - chitarra
- Közi - chitarra
- Yu~ki - basso
- Kami - batteria